# توماس بل (بازیکن فوتبال، زاده ۱۸۸۴)
توماس بل (انگلیسی: Thomas Bell; ۳ دسامبر ۱۸۸۴ – ۶ مارس ۱۹۵۱) بازیکن فوتبال بود.
از باشگاه‌هایی که در آن بازی کرده‌است می‌توان به باشگاه فوتبال گریمزبی تاون اشاره کرد.